# جی-یونگ کیم
این یک نام کره‌ای است؛ نام خانوادگی کیم است.
جی-یونگ کیم (کره‌ای: 김지영؛ زادهٔ ۲۶ ژوئیه ۱۹۷۸) رقصندهٔ بالهٔ اهل کره جنوبی و در حال حاضر رقصندهٔ ممتاز بالهٔ ملی کره (کی‌ان‌بی) در سئول، کره جنوبی است.

## اوایل زندگی
کیم جی-یونگ زادهٔ سئول، کره جنوبی است. او در جوانی سرگرمی‌های زیادی از جمله تکواندو و پیانو را امتحان کرد. او به باله علاقه پیدا کرد و زمانی که ده ساله بود، حضور در کلاس‌های باله را آغاز کرد.

## فهرست باله‌های اجرا شده / نقش‌های اجرا شده
همراه با بالهٔ ملی کره
- اودت/اودیل در دریاچه قو
- پرنسس ارورا در زیبای خفته
- کیتری در دن کیشوت
- کلارا/ماری/پری آلو شکری در فندق‌شکن
- فریگیه در اسپارتاکوس